# مارسيو غارسيا
مارسيو غارسيا ماتشادو (بالبرتغالية: Márcio Garcia Machado‏) هو ممثل ومذيع وكاتب ومنتج أفلام برازيلي ولد في يوم 17 أبريل 1970 في ريو دي جانيرو. بدأ التمثيل في سنة 1994، ومثل في عدة أفلام ومسلسلات أشهرها مسلسل ماندرانكي في سنة 2005.

## روابط خارجية
- مارسيو غارسيا على موقع IMDb (الإنجليزية)
- مارسيو غارسيا على موقع قاعدة بيانات الفيلم (الإنجليزية)